# Chrysanthemum kelleri
Chrysanthemum kelleri là một loài thực vật có hoa trong họ Cúc. Loài này được Krylov & Plotn. mô tả khoa học đầu tiên năm 1931.